# Scissurella laevigata
Scissurella laevigata är en snäckart som beskrevs av Orbigny 1824. Scissurella laevigata ingår i släktet Scissurella och familjen Scissurellidae. Inga underarter finns listade i Catalogue of Life.